# みんなの星
『みんなの星』は、2006年4月7日から同年9月29日まで、テレビ東京系列で放送された情報・ミニ番組。AIGスター生命の一社提供。

## 概要
毎週ファッションやグルメに関連した「スイーツ」などのテーマを一つ定め、そのテーマに関する流行をランキング形式で1位から5位まで発表する。司会者と、番組キャラクター「うさ田さん」（声：岡田圭右（ますだおかだ））との掛け合いでランキングを紹介していく。

## 放送時間
- 金曜日22:54 - 23:00（JST）

## 放送局
- テレビ東京（制作局）
- テレビ大阪
- テレビ愛知
- テレビ北海道
- TVQ九州放送
- テレビせとうち

## 司会
- 佐藤江梨子